# A világ szeme
A világ szeme Az Idő Kereke-sorozat első része, szerzője Robert Jordan amerikai író. 1990-ben jelent meg a Tor Books kiadásában, hazánkban pedig a Beholder Kiadó jelentette meg először 1998-ban. Első kiadása egy prológust és 53 fejezetet tartalmazott, 2002-ben pedig két kötetre bontott, illusztrációkkal gazdagon tarkított kiadása is megjelent a fiatalabb olvasók számára.

## Cselekmény
|  | Alább a cselekmény részletei következnek! |

A mű egy prológussal kezdődik, amely évezredekkel a cselekmény előtt, a Legendák Korának végén játszódik. Lews Therin Telamon, a Sárkány, aki győzelemre vezette a Fény seregeit Shai'tan, a Sötét Úr ellen, nagy árat fizetett ezért. A Sötét Úr bebörtönzéséhez az Egyetlen Hatalmat használta, aki azonban az utolsó pillanatban megfertőzte ennek az erőnek az egyik felét, a saidint, melyet a férfi mágiahasználók gyakoroltak, s amelynek következtében valamennyien megőrültek. Őrületükben hatalmas pusztítást hajtottak végre, Lews Therin maga pedig kiirtotta egész családját. Ősi ellensége, Ishamael, a Kitaszítottak vezére és a Sötét Úr legerősebb bajnoka egy pillanatra észhez térítette őt, és amikor Lews Therin felfedezte, mit tett, öngyilkosságot követett el. Az erő, amit ekkor bevetett, akkora volt, hogy halálának helyén egy új hegy emelkedett: Sárkánybérc.
Ezt követően körülbelül háromezer évet ugrunk előre az időben. A korai fejezetek az andori Folyóközben játszódnak, Emondmező falujában, ahol épp a tavaszünnepre készülnek. Bemutatásra kerülnek a főhősök: Rand al'Thor, Matrim (Mat) Cauthon, Perrin Aybara, Egwene al'Vere, és Nynaeve al'Meara. Emondmezőt egy nap váratlanul megtámadja egy csapat árnyéklény: trallokok, és egy Myrddraal (Enyész), akik láthatólag Randet, Matet, és Perrint keresik. Abban a reményben, hogy falujukat megmenthetik az ismétlődő támadásoktól, a fiatalok és Egwene elhagyják Emondmezőt egy aes sedai, Moiraine Damodred vezetésével, akit Őrzője, al'Lan Mandragoran kísérnek. Indulásuk előtt Egwene, és egy mutatványos, Thom Merrilin is a csapathoz csatlakoznak. A trallokok, az Enyész, és egy Draghkar (bőrszárnyú humanoid szörny) üldözik őket, így Baerlon városába mennek. Itt találkoznak Min Farshaw-val, egy lánnyal, akinek időnként látomásai vannak. Ugyanitt találkoznak Padan Fainnel, a házalóval, akiről úgy hitték, meghalt a trallokok támadása során. A városban Randet és barátait fura álmok kerítik hatalmukba, amiben egy Ba'alzamon nevű illető provokálja őket. Távozásuk előtt Emondmező javasasszonya, a fiatal Nynaeve al'Meara megérkezik értük, hogy hazavigye őket, de a fiatalok nem akarnak vele menni, így inkább ő csatlakozik a kompániához, hogy biztonságban tudja őket.
A céljuk elérni Tar Valont, az aes sedai-ok fővárosát. Útjuk során egyre több trallok és Enyész próbálja megtámadni őket, ezért végső megoldásként a kísértetváros Shadar Logoth házaiban keresnek menedéket, ahová még az Enyészek sem merik betenni a lábukat. Rand és barátai botor módon felderítik a város utcáit, ahol egy Mordeth nevű illetővel találkoznak. Először kincseket kínál nekik egy kis szívességért cserébe, de amikor megtudja, hogy egy aes sedai is van a csapatban és a Fehér Toronyba tartanak, máris meg akarja őket ölni. Alig menekülnek meg, Enyészek és trallokok érkeznek a városba, és a támadás során manifesztálódik Mashadar, a várost uraló gonosz entitás is. A kialakuló káosz szétválasztja őket. A társaság tagjai így külön kell, hogy folytassák útjukat.
Rand, Mat, és Thom hajóval utaznak Fehérhíd felé, ahol aztán egy Enyész támad rájuk, és hogy megmentse a fiatalokat, Thom feláldozza magát értük. Továbbhaladnak Tar Valon felé, útjuk során Thom furulyájával és zsonglőrködéssel keresik meg maguknak a betevőt. Útjuk során egyre több árnybaráttal találkoznak: emberekkel, akik a Sötét Úr győzelmét óhajtják, és szemlátomást tisztában vannak vele, hogy kik ők és hová tartanak. Caemlyn városában Rand összebarátkozik egy ogierrel, Loial-lal. A városban állította fel főhadiszállását Logain, egy hamis Sárkány, aki önmagát mint a Sötét Úr elleni harc vezetőjét nevezi meg. Rand meg akarja lesni őt, de véletlenül bezuhan a város palotájának kertjébe, ahol találkozik Elayne Trakanddal, Andor trónjának örökösével, és testvérével: Gawyn Trakanddal, valamint Galan Damodreddel. Morgase királynő, és annak aes sedai tanácsadója, Elaida elé idézik, aki azonban hagyja őt szabadon elmenni, noha Elaida szerint Rand veszélyes.
Eközben Egwene és Perrin is elindulnak Caemlyn felé, Elyas Machera társaságában, aki képes beszélni a farkasokkal, és úgy véli, Perrin is tud. Mivel rossz irányba haladnak, Elyas segít nekik megtalálni a Caemlynbe vezető utat. Egy darabig egy vándornép, a tuatha'an-ok (más néven kolompárok) útitársai lesznek, ezalatt Perrin farkasálmokat lát Ba'alzamonnal. Nem sokkal azután, hogy hatalmas madárrajok támadnak rájuk, belefutnak a fanatikus vallási szekta, a Fény Gyermekeinek egy csoportjába. Azok megölnek egy farkast, mire Perrin megöl két fehérköpenyest, amiért halálra ítélik. Moiraine, Lan, és Nynaeve azonban még idejében megtalálják és megmentik őket. Együtt mennek Caemlynbe, ahol találkoznak Randdel és Mattel. Rand elmondja Moiraine-nek, hogy Mat gyanakvó és visszahúzódó lett az utóbbi időben, ágynak is esett, majd kiderül, hogy ez azért van, mert Shadar Logoth-ból ellopott egy rubinnal kirakott tőrt, amely megfertőzte a tudatát. Moiraine szerint a teljes gyógyuláshoz mielőbb Tar Valonba kell érniük.
Loial figyelmezteti őt egy fenyegetésre, mely a Világ Szemét érheti, melyet Mat, Rand, és Perrin is megerősítenek, akiket továbbra is rémes álmok gyötörnek. A Világ Szemét aes sedai-ok alkották, és nem más, mint egyfajta medence, tele saidin energiával (az Egyetlen Hatalom egyik fele), melyet a Sötét Úr nem tudott megrontani, és a Fertőben rejtőzik. Ugyanott található a Sötét Urat börtönében tartó egyik pecsét, a Sárkány zászlaja, és Valere kürtje, egy értékes tárgy. Mihamarabb oda kell érniük erre a messzi északon fekvő helyre, melyet Someshta, a Zöld Ember őriz, ezért Loial bevezeti őket egy Átjáróba. Ez az Utakhoz vezeti őket, melyek segítségével hatalmas távolságokat küzdhetnek le rövid idő alatt. Sajnos a gonoszság ezt a helyet is megfertőzte, ezért igyekezniük kell. Végül az ördögi Machin Shin szél elől menekülve messze északon lyukadnak ki, Shienar királyságában. Fal Dara erődjébe mennek, amelyet épp trallokok készülnek megostromolni. Padan Fain, aki szemlátomást követte őket, be akar mászni a falon keresztül  ezért őrizetbe veszik. Kiderül róla, hogy árnybarát, és a Sötét Úr megfertőzte az elméjét. Ő volt az, aki mint a Sötét Úr vérebe, elvezette a trallokokat Emondmezőre. Ezen a helyen úgy tűnik, királyként tisztelik Lan-t is, mivel ő volt az örököse az egyik bukott királyságnak messzi északon.
A társaság elindul észak felé a Fertőbe, ahol végül megtalálják a Zöld Embert, aki a Világ Szemét őrzi. Váratlanul rajtuk üt azonban két Kitaszított, akik a Sötét Úrral együtt voltak bebörtönözve: Aginor és Balthamel. Balthamel a Zöld Ember önfeláldozásának hála meghal, miközben Aginor és Rand összecsapnak. Rand végül félig öntudatlanul az Egyetlen Hatalomhoz nyúl, használja a saidin erejét, és legyőzi Aginort, a trallok hordák egy részét, és az álmaiban rendszeresen megjelenő rémalakot, Ba'alzamont. Rand döbbenten fedezi fel képességeit, mert tudja, hogy a Sötét Úr rontása miatt minden férfi mágiahasználó megőrül és meghal előbb-utóbb. Moiraine azonban elégedett: úgy hiszi, hogy a fiúban maga a legendás Sárkány, a Sötét Úr legnagyobb ellenfele született újjá. Moirane nem véletlenül hozta ide a fiatalokat: azt szerette volna megtudni, hármójuk közül melyik lehet a Kiválasztott. Felfedezését Lanon kívül egyelőre nem árulja el senkinek.
|  | Itt a vége a cselekmény részletezésének! |

## Főszereplők
- Rand al'Thor: fiatal gazdálkodó a Folyóközből, aki, bár ezt nem tudja magáről de az újjászületett Sárkány. Ő, Mat és Perrin is ta'verenek, azaz olyan emberek, akik az Idő Kereke által szőtt Mintázatra nagy befolyással bírnak. Képes a saidin hatalom uralására, aminek tanúbizonyságát is adja, mikor sérült lovát, Belát meggyógyítja. Álmain keresztül képest volt Fal Dara seregeit is megmenteni. Tam és Kara al'Thor örökbefogadott gyermeke. A könyv leírása szerint szürke szeme és vöröses haja van.
- Egwene al'Vere: fiatal lány, szintén a Folyóközből, aki az emondmezei javasasszony, Nynaeve al'Meara tanítványa. Moirane Damodred szeretné, hogy tartson a csapattal, és menjen Tar Valonba, ugyanis azt érzi benne, hogy megfelelő képzéssel képes lenne a saidar hatalom uralására. A könyv szerint nagy barna szemei és sötét haja van.
- Matrim Cauthon: becenevén Mat, aki egy igazi bajkeverő Emondmezőn. Senki nem bízik meg benne, kivéve barátait. Egyike annak a három fiúnak, aki Moirane szerint az újjászületett Sárkány lehet.
- Perrin Aybara: falusi kovácslegény és ügyes fafeldolgozó. A kötet során derül ki róla, hogy telepatikus úton képes a farkasokkal kommunikálni, és képes az álmok földjére lépve ott is tetteket végrehajtani.

## Témák
Robert Jordan elmondása szerint a kötet elején, Emondmező leírásánál J.R.R. Tolkien ábrázolását vette alapul a Megyéről. A hasonlóságok ellenére azonban jelentős különbségek is vannak a kettő között. Mindkettő a hatalomról szól, ám míg Tolkiennél ennek a hatalomnak a megtagadása a központi narratíva, addig Jordannél ennek az uralása az. Randnek el kell sajátítania ezt az erőt, hogy felvehesse a harcot a Sötét Úrral, míg Zsákos Frodónak el kell pusztítania az erő forrását. Mindkettejükben közös, hogy ez a hatalom megrontja őket.

## Megjelenések
Magyarul először 1998-ban jelent meg a Beholder Kiadó gondozásában, majd 2013-ban a Delta Vision újrakiadásában, két kötetben.
2002-ben ifjúsági kiadványként is megjelent, nagyobb betűmérettel és illusztrációkkal. Ebben helyet kapott egy újabb prológus, a kilenc éves Egwene főszereplésével.
2009-től 2013-ig képregény formátumban is megjelent a könyv.
2021-ben megjelent a mű hangoskönyv kiadása is, Rosamund Pike tolmácsolásában, aki a televíziós sorozatban Moirane Damodredet alakítja.